# Guns Up!
| GUNS UP!                | GUNS UP!                                                |
| ----------------------- | ------------------------------------------------------- |
| Desarrolladora(s)       | Valkyrie Entertainment                                  |
| Distribuidora(s)        | Sony Interactive Entertainment                          |
| Plataforma(s)           | PlayStation 4. Windows                                  |
| Fecha(s) de lanzamiento | Diciembre 05, 2015 (PS4). Septiembre 20, 2017 (Windows) |
| Género(s)               | Juego de acción estratégica                             |
| Modos de juego          | Multijugador                                            |
| Idioma(s)               | Inglés. Español.                                        |

GUNS UP!  (¡Traducido como ¡Armas arriba!) es un juego de estrategia de tipo free-to-play, desarrollado por Valkyrie Entertainment   y publicado por Sony Interactive Entertainment. Fue lanzado el 5 de diciembre de 2015 para PlayStation 4, ahora está disponible en PlayStation Network. Y luego, después de 2 años el 20 de septiembre de 2017, se lanzó una filiación para Windows en la plataforma de distribución digital Steam.
El mismo es un juego gratuito de estrategia de desplazamiento lateral, que enfrenta jugadores entre ellos, en una batalla por destruir las bases enemigas, para de esta forma aumentar la fuerza de su propio ejército. Guns Up!  posee una combinación de invasión de base enemigas con la defensa de torres, ideal por su estrategia militar para consolas PS4. La misión de cada jugador es comandar a sus tropas en una serie de incursiones militares para eliminar las defensas de tus enemigos. Sin embargo, los otros jugadores pueden colocar de manera estratégica sus torres de francotiradores, cañones antiaéreos, morteros y muchas otras defensas generando una experiencia retaliativa que a su vez es fácilmente manejable.
Recibió una recepción moderadamente negativa por parte de los críticos, que elogiaron su accesibilidad pero criticaron su falta de complejidad y microtransacciones.

## Jugabilidad
En este juego de estrategia táctica, de jugabilidad lateral, los jugadores toman el rol de General, administrando recursos y desplegando la combinación correcta de tropas, minas terrestres, ataques aéreos, cortinas de humo y torres de francotiradores para derribar las bases de sus oponentes. La peculiar naturaleza del juego le asigna a los jugadores la esencial tarea de crear una base impenetrable y un ejército para atacar las bases de otros jugadores.  El jugador debe usar municiones, la cual es la moneda del juego y para lograr ganarlas, el jugador debe colectarlas atacando las bases de otros jugadores, por ende existe la opción de gastar dinero real para comprar oro y/o municiones dentro del juego, las cuales pueden desbloquear soldados especiales mucho más eficientes, así como personalizar el ejército y unidades del jugador. El mismo, puede desbloquear aleatoriamente ataques especiales en el campo y a su vez desbloquear cartas de apoyo.
Mencionado lo anteriormente expuesto, con Cross-Play, todos los jugadores fungen cómo generales de batallas y de resistencias, pudiendo ajustar sus estrategias para destruir los cuarteles generales de otros jugadores, mientras defiendes el tuyo, aplicando la acción de "Atacar y defender" tanto por las retaliaciones enemigas por tus ataques efectuados en primer lugar, cómo sus embates singulares dada la naturaleza del juego, ganando de este modo experiencia suficiente para subir de nivel y desbloquear, tanto nuevas unidades, como mejorar a su vez tu "Cuartel", logrando así un crecimiento progresivo en la eficacia y efectividad de tus tropas, por medio de beneficios que se traducen en la adquisición en cartas de comando, municiones de guerra y artículos especiales o raros, que realcen gradualmente el rendimiento y desempeño de las unidades por medio de la mejora de tus propias defensas, buscando mantener tu cuartel general a salvo de los ataques de otros jugadores.
Otra modalidad de ataque, dado tu nivel ganado en el juego, es lograr habilitar la posibilidad de desbloquear la casilla "CPU Defend", la cual te permitirá entrar en combate absoluto contra la computadora y a su vez, dependiendo de la cantidad de tiempo que dures y logres mantener a raya las hordas enemigas, puedas ir ganando progresivamente, tanto objetos personales cómo de aplicación inmediata, hasta el momento final en que destruyan tu cuartel general, o en su lugar logres acabar exitosamente la línea temporal de ataque programado.
El modo multijugador es asíncrono, porque los jugadores no pueden defender sus bases activamente, a menos que logres estar conectado "En línea" al juego en el momento exacto en que otro jugador decida atacar tu cuartel general, pudiendo tener la extraña posibilidad de defender activamente tu cuartel general, pudiendo de este modo desplegar tus tropas a la batalla, pudiendo usar las cartas de ataque propuestas por el juego en la defensa de tu cuartel; en dado caso que no sea posible estar "En línea" en el momento del embate, solo puedes desplegar tus tropas atacando las bases de otros usuarios. 
En términos generales, pierdes la batalla, si destruyen tu camión de transporte, y en modo defensa, pierdes cuando el enemigo logra avanzar lo suficiente en el campo de batalla, para lograr destruir tu cuartel general, connotando la importancia de la distribución estratégicade de tus edificaciones, unidades militares, ataques especiales, cartas de apoyo y tácticas de despliegue presentes en el combate de batalla, teniendo presente su naturaleza de desplazamiento lateral en la cual está inmerso este juego.

## Funcionalidad y modo de juego
Guns Up! es una entrada simple en la categoría de combate libre, por estas razones, se esperaría que este tipo de lanzamiento provendría de aplicaciones de juegos exclusivamente para dispositivos móviles, pero en su lugar, este título de estrategia de ataque lateral tendría su inicio en la plataforma de Sony, el cual a su vez, lo llevaría de la mano directa y creativamente por Valkyrie Entertainment. El mismo está disponible tanto para PlayStation Network en su ideal PlayStation 4, como últimamanete para teléfonos Android.
El juego ha sido catalogado en reiteradas ocasiones como "bastante divertido" y "repetible", por distintos "Critic websites", pero la respuesta lenta de la red aún sigue siendo frustrante para muchos usuarios, dicho esto, es considerado problemático porque Guns Up! , esencialmente no es tan diferente del enormemente exitoso Clash of Clans en su atractivo, pues el mismo es exactamente el tipo de experiencia que podría unir extrañamente tanto al público de las consolas cómo al público de juegos móviles, rememorando títulos de antaño aún respetables.
De igual forma, teniendo en cuenta distintas bóvedas de revisión, en relación a los comentarios referentes a esta entrega en los Websites, el juego combina desde combate de un solo jugador, defensa I.A, hasta combate multijugador, el cual es asincrónico, pues atacas la base de otro jugador humano inactivo, es decir, sin una defensa inmediata por parte del usuario, a menos que éste se encuentre en línea en ese particular momento; por estas razones y enlazado a una jugabilidad muy simple de entender, Guns Up! es catalogado cómo un juego plausible y atractivo para jugadores hardcore y posiblemente también para un público más amplio, ya que está dirigido a personas que necesitan un descanso de las ofertas más intensas y rigurosas de la PS4.
Dicho esto, su lanzamiento visual posee gráficos de estilo animado, en un entorno de combate boscoso, virtualmente ubicado en conflictos del Siglo XX, pues cuando atacas a un enemigo, generas escuadrones de tropas desde un camión de transporte, y dichas tropas (infantería de fusileros, artilleros Tommys, granaderos o doctores, etc) avanzan de izquierda a derecha en un desplazamiento lateral, observando el campo de batalla desde un plano aéreo, a diferencia de otras famosas entregas de guerra en primera persona cómo Call of Duty, Guns Up! posee un parecido virtual más cercano a Clash of Clans, por su singular campo de visión, funcionabilidad y jugabilidad. En este juego los soldados fueron atados en una especie de cámara lenta a través de un mapa bastante restringido, con dos o tres avenidas para acercarse al enemigo, cuando entran en contacto, los resultados son sangrientos y ocurren en tiempo real, es decir, son crudamente visibles sin perder su toque humorístico, pues en el mismo, se puede alcanzar a observar cabezas y miembros cercenados o unidades encendidas en llamas al ejecutar un exitoso ataque de artillería o de morteros. De igual manera, si tu oponente humano ha establecido defensas correctamente, tendrás grandes dificultades para explotar su cuartel general; ya que si el enemigo destruye tu camión de transporte, pierdes instantáneamente, al igual que si el enemigo logra resistir tus embates hasta acabar el tiempo estipulado igualmente gana la partida; en cambio, si logras destruir su cuartel general dentro del tiempo estipulado, ganas el juego inmediatamente.
Guns Up!  posee un buen sistema de progresión que te mantendrá jugando mientras subes de nivel y con el tiempo, puedes unirte a una "Alianza", que es otra característica tomada de Clash of Clans, esto le permite al jugador reunirse con amigos y tratar de dominar regiones enteras.
Los soldados son autónomos en la medida en que pelearán contra lo que encuentren, incluidas las tropas enemigas defensoras o varios sitios de francotiradores, morteros, antiaéreos o ametralladoras. A medida que tus soldados dañan al enemigo, ganas "puntos de munición" que puedes usar para generar más escuadrones. Empiezas con algunos ataques o maniobras tácticas especiales que puedes usar en el momento adecuado. Si tus tropas encuentran un sitio de francotiradores, puedes sacarlos eligiendo cartas de ataque con misiles o bombas incendiarias, de las cuales solo obtienes algunos de ellos en batalla, así que debes usarlos estratégicamente; sin embargo, si tus tropas hacen mucho daño, puedes obtener más de estas habilidades tácticas; mientras tanto, tienes que esperar que los medidores se eleven, para que puedas generar más soldados. La granada, el lanzallamas y las tropas de cohetes causan el mayor daño y son los más caros, pero, también son bastante vulnerables al fuego enemigo. El desafío es que mientras uses tus puntos para generar más refuerzos, tu enemigo hará lo mismo.
Tus decisiones marcan la diferencia en la batalla y te mantiene ocupado lo suficiente para que el combate asincrónico se sienta muy interactivo. Las explosiones son particularmente visuales y cuando ocurre un tiroteo feroz, la acción se sentirá particularmente atractiva, pues será observada desde lo alto, junto a una experiencia de consola intensa. El juego puede reproducirse en parte porque debes eliminar bases y ganar hasta tres estrellas según lo que hagan tus tropas; de igual forma posee un toque ligero con microtransacciones ya que cómo se ha mencionado anteriormente Guns Up!  te permite comprar paquetes de tarjeta sin la necesidad de comprar energía cómo en otras entregas similares de contenido bélico virtual.
Dentro del mismo contexto, con cada victoria, ganas "municiones", la cual es la moneda básica del juego teniendo la oportuidad de comprar "oro" para añadir artículos como actualizaciones, paquetes de tarjetas y decoraciones. La mayoría de los títulos gratuitos tienen algún tipo de mecánica de "energía" en la que tienes que pagar dinero real para obtener más turnos durante un partido o lidiar con retrasos en la frecuencia con la que puedes jugar. Los jugadores de experiencia o denominados "Hardcore" en particular ven estos intentos de exprimir dinero de ellos como vergonzosos pues cuando atacas la base de un enemigo, tienes que gastar algunas municiones, imposibilitando la necesidad seguir gastando dinero real indefinidamente, a menos que hayas acumulado una gran cantidad de paquetes de "Oro" puedes canjearlos por municiones, cartas, unidades o artículos épicos; dicho esto, hay un método oculto disponible para poder continuar, pues cuando presionas el botón para atacar, puedes golpear el D-pad y verás una opción donde puedes atacar de forma gratuita, pero obtener premios reducidos si ganas. Esa es la forma en que puedes seguir atacando reiteradas veces.
De igual forma, Guns Up! , te permite configurar una defensa básica para obtener los mejores resultados cuando te atacan, puesto que te permite posicionar dicha defensa para lograr repeler estrategicamente los momentos en que los enemigos arremetan contra tu cuartel general mediante la anteriormente mencionada "Defensa de la CPU". Ulteriormente, este modo de defensa agrega algo de variedad, ya que al configurar tu base para repeler al enemigo correctamente, generas una forma de arte defensivo, puesto que inicias tu cuartel general de forma bastante débil, con un mínimo par de opciones para defensas fuertes, como por ejemplo, un emplazamiento de francotirador o un nido de ametralladoras, se pueden también alzar paredes, posicionar sacos de arena y trampas de tanques, de las cuales tus propias tropas defensoras engendradas se atrincherarán en estos lugares defensivos, lo que aumentará tu fuego de respuesta; es relevante mantener las edificaciones de gran importancia como la "Carpa de infantería" o las "Baterías Antiaéreas" en la parte posterior del escenario.
Algunas de las bases mejor defendidas canalizan a las tropas atacantes hacia zonas de exterminio, donde las ametralladoras pueden derribarlas, pero cualquier enemigo decente, incluso el jugador con CPU controlada por I.A, puede ganar cartas tácticas como misiles para eliminar tus defensas atrincheradas, dicho esto, lo mejor sería generar unidades de combates que logren resisteir lo suficiente, ya que dichas cartas en manos del oponente de la CPU, dada su naturaleza de I.A, le ayuda a identificar tus propias debilidades, por lo que puede enfocarse en ellas antes de que los jugadores humanos siquiera logren percibirlas.
En Guns Up! , existen cartas especiales que puedes conseguir para aumentar tus probabilidades en una partida, por medio de un sistema de nivelación gradual y de mejoras de tarjetas ya que las mismas poseen artículos raros o especiales, que se pueden usar para aumentar las probabilidades del jugador en una partida determinada; dichas cartas se pueden ganar con la victoria o las compras, y pueden ser completamente vitales en las partidas, puesto que ellas se vuelven progresivamente mejores y más potentes, dándole más opciones al usuario a medida que se enfrentan a oponentes más duros.
En un partido determinado en el que gastas 1,000 municiones, es posible ganar más que eso y poder puntuar algunas cartas como recompensas, dichas recompensas son más pequeñas si optas por un ataque "gratis". Las cartas es donde Guns Up! , muestra su personalidad, puesto que puedes comprar una carta de "cabeza grande", que les da a los soldados enormes cabezas bobbleheads. O bien, es posible obtener una carta que te dé "paracaidistas", que puedas colocar detrás de las líneas enemigas y utilizar para flanquear la base enemiga y causar gran daño lateral. (También es posible diseñar tus tropas para que se vean diferentes o comprar las decoraciones que se deséen). A medida que subes de nivel, es posible a tener acceso a más cartas, también puedes usarlas en una partida determinada, para lograr obtener acceso a nuevos tipos de tropas, como "Cirujanos" o "Rocket longers". Este sistema de progresión mantiene motivado al jugador para seguir atacando al enemigo.
Guns Up! ,  te permite seleccionar a qué base enemiga atacarás, con una conveniente mecánica de venganza, es decir, retaliación, que le permita al jugador seleccionar a cuál base enemiga atacar, ya que cuando los enemigos arremeten, pueden robarse tus cosas. Cuando inicias sesión, es posible ver quiénes son los que arremetieron contra tu cuartel general y es posible lanzar tu propio contraataque a sus bases, de igual forma, el grado de dificultad del ataque aparece en la base de dicho usuario para que los jugadores lo puedan ver en forma de diminutas calaberas, ésta es otra característica de Clash of Clans, pero es una buena opción que hará regresar al jugador.
Expuesto esto, Guns Up!, requiere una conexión en línea, el problema con eso es que es un juego de carga lenta, lo que genera el lidiar con una larga inicialización y pantallas de actualización Loading; luego, una vez que se inicia sesión, toma tiempo cargar cada pantalla, cada vez que se haga clic en una opción; las batallas tardan en cargarse también, esta característica para la mayoría de los jugadores les es meramente poco aceptable, ya que dado el tipo de plataforma que los desarrolladores decidieron hacer puesto que Guns Up! es un título que se desea jugar previo a sesiones de grandes juegos en la PS4 o PC, o simplemente en free times, el cual idealmente lo mejor es que posea un alto desempeño y recarga, ya que honestamente no debería existirc este "Lag" puesto que la naturaleza del juego no es tener altas sesiones de juego.
De igual manera al tratarse más recientemente de un juego para dispositivos móviles para Android también, resulta fácilmente una razón de perder la enfoque inicial de otras plataformas, es imprescindible que Sony solucione esta problemática por medio de actualizaciones, que mantengan este servicio en vivo reproducible, puesto que los soldados de Guns Up! , podrían ser fácilmente más inteligentes ya que los mismos, en algunas ocasiones resultan simplones, marchan de frente por caminos sin protección, o cuando se encuentran con un enemigo, comienzan a disparar tardíamente, pero si el enemigo tiene una línea de tropas en sacos de arena con un nido de ametralladoras detrás de él, tus tropas dispararán a los soldados y luego serán atrapadas por las ametralladoras, ahí es donde es necesario usar uno de las cartas tácticas como "misil" para golpear y destruir las ametralladoras. Se aprecia lo simple y fácil del juego, pero las tropas podrían tener un mayor sentido situacional, puesto que si un lanzallamas está atacando, los soldados entrarán directamente en conflicto con él a pesar de lo irracional que esto resulte, por otro lado, si se ejecutan cartas de "Gas lacrimógeno", la misma, eliminará a los enemigos, pero los soldados del jugador, es decir, tus tropas, también avanzarán hacia el gas lacrimógeno y serán ampliamnete incapacitados a pesar de poseer una carta de "Bandera rally" entre las tácticas que se pueden usar una o dos veces en un partido, es importante usarlo más como una opción de retirada para que los atacantes sobrevivientes vuelvan y se agrupen con los refuerzos, también es posible usarlas para retirarse a la seguridad del camión de transporte, que posee una ametralladora como última línea de defensa. En términos generales, dicha plataforma resulta poco combatible, generando así Bugs informáticos que significan una situación vergonzosa y en vocablo Gamer el juego posee un desempeño realmente "Dumn", por razones cómo estas, es menester la existencia de una mejor jugabilidad y manera de controlar tus tropas, generar ataques donde exactamente se quieran realizar y que flanqueen las posiciones enemigas activamente, generando una idónea opción de poseer una carta de retiro que no cueste una costosa "Banderas de rally".
En conclusión, Guns Up!, posee como objetivo principal entretener antes que enganchar, pues, se verá familiar para muchos jugadores a través de sus similitudes con Clash of Clans, pero a su vez, posee suficiente para que sea único, divertido y rejugable, es mucho más interactivo que una buena cantidad de ofertas de multijugador asíncronas que han proliferado en los dispositivos móviles, y trae con éxito parte de la accesibilidad y simplicidad de los juegos móviles a la consola PS4; de igual manera se espera que Sony solucione los tiempos de carga lenta.

## Recepción
Guns Up! . recibió una recepción promedialmente negativa, con una puntuación total de 54/100 en Metacritic por ejemplo:
"...es un juego divertido en ráfagas cortas. La configuración de los soldados y las ventajas antes de un asalto es fácil de entender y hacer, y la acción nunca es demasiado larga para lograrlo. Se ve y suena decente también, pero Guns Up! no alcanza su máximo potencial Es necesario que haya más opciones disponibles para cuando se selecciona qué base atacar, también algo de aburrimiento debido a la repetición se hunde en sesiones de juego más largas. ¡Guns Up! es un título gratuito y, sin embargo, no hay nada malo en echarle un vistazo. Es uno de esos juegos en los que puedes tener una sesión rápida, y con eso en mente ¡Guns Up! vale la pena ir..." Usuario de Metacritic
CJ Andriessen de Destructoid calificó el juego 25/100, llamando al juego "repetitivo, tedioso" y "Ambiente digital", y declaró que el juego era "poco divertido" si no se lograba gastar dinero real en microtransacciones para aumentar el XP ganado, pero también mencionó que las microtransacciones hicieron el juego demasiado fácil.
Dean Takahashi de GamesBeat calificó el juego 70/100, encontrándolo "divertido y rejugable", pero criticando la "respuesta lenta de la red". Lo comparó con Clash of Clans y dijo que tenía el gran potencial de cerrar la brecha entre los juegos móviles y de consola si la red era más confiable.
La PTOM o revista oficial de PlayStation del Reino Unido (PlayStation: The Official Magazine), calificó el juego 40/100, diciendo que se sentía "sin alma" y cito: "...un juego de móvil freemium con un pobre disfraz".

A pesar de las moderadas críticas en las cifras generales,  Guns Up! .  ha recibido elojios en el plano "Gamer Underground", manteniendo una consistencia equilibrada en relación a otros juegos de tipo "Ataque y defensa" , e invitando constantemente a su mejora por su ideal, gratuito y fácil desempeño de jugabilidad para ratos libres.
"¡GUNS UP! es diabólicamente adictivo y proporciona una fórmula seriamente divertida de tácticas de defensa y ataque mutuamente beneficiosas. Inicialmente, la economía es intimidante y solo funciona para darle profundidad al juego una vez que hayas completado el instructivo tutorial, dejándote con un deseo constante de progresar y mejorar tanto tu asentamiento como tu guarnición de unidades. Todo lo anterior es inquietantemente afectado por una necesidad siempre presente de desembolsar efectivo real o enfrentar la realidad de amortiguar el placer moliendo durante horas". Usuario de Metacritic